# Josef Heinzelmann
Josef Heinzelmann (* 8. August 1936 in Mainz; † 2. Februar 2010 ebenda) war ein deutscher Dramaturg, Regisseur, Lektor, Opern- und Theaterkritiker, Rundfunkautor, Übersetzer, Bearbeiter fürs Musiktheater und Historiker.

## Leben
Josef Heinzelmann studierte ab 1955 in Mainz Philologie und kam als Chefredakteur der Studentenzeitung „nobis“ zum Journalismus und speziell zum Kritikerberuf (u. a. für Theater heute, Opernwelt, Stuttgarter Zeitung, SWF und Deutsche Zeitung).
1962 wechselte er zur Dramaturgie, als ihn Claus Helmut Drese als Operndramaturg in Wiesbaden engagierte, von wo ihn Kurt Pscherer als Chefdramaturg ans Staatstheater am Gärtnerplatz holte.
1967 wechselte er ins Regiefach, arbeitete zwei Spielzeiten fest in Heidelberg und war freischaffend u. a. in Gießen, Dortmund, Münster und beim Holland Festival, zuletzt 1996 an der Oper Leipzig (Kaiser/Weills „Silbersee“ halbszenisch).
Aus familiären Gründen wandte er sich als Rundfunkautor und in Fortsetzung seiner am Gärtnerplatz begonnenen Arbeit als Übersetzer und Bearbeiter fürs Musiktheater der Schreibtischarbeit zu.
Zweimal hatte er noch feste Stellen inne, als Operndramaturg in Frankfurt und 1980 bis 1984 als Lektor bei Boosey & Hawkes in Bonn.
Er war Vorsitzender der Bürgerinitiative Schützt und fördert das Mittelrheintal e. V., die dazu beigetragen hat, dass das Obere Mittelrheintal von der UNESCO zum Weltkulturerbe erklärt wurde. In den 1970er und 1980er Jahren war er Mitglied der SPD und in der Mainzer Kommunalpolitik engagiert.
Er prägte unter anderem den regional bekannten Begriff Babbedeckel-Barock für die Marktfassaden in der Mainzer Altstadt.

## Schaffen
Zu seinen frühen Arbeiten fürs Musiktheater gehören die mit Jean-Pierre Ponnelle am Gärtnerplatz erarbeiteten Fassungen von Purcells Feenkönigin und Gounods Arzt wider Willen. Er verfasste Übersetzungen bzw. Editionen von Händel, Bodin de Boismortier, Philidor, Grétry, Cherubini, Donizetti, Berlioz, Bizet (mit Robert Didion kritische Ausgabe von Carmen), Hervé, Roussel, Milhaud, Poulenc und Weill.
Seit seiner Zeit am Gärtnerplatz hatte er sich zu einem vielseitigen deutschen Kenner von Jacques Offenbach und dessen Werk entwickelt. Seine erste deutsche Fassung eines Offenbach-Werks (Die Seufzerbrücke) kam 1964 heraus, 1965 folgte eine Wiederherstellung der Originalfassung von Hoffmanns Erzählungen (als Opéra-comique) nach den damals zugänglichen Quellen, die bis 1987 am Gärtnerplatz 197-mal gespielt wurde. Durch seinen Fund des Zensurlibrettos der Oper hatte er die Quellenlage bereichert und auf ein sicheres Fundament gestellt. Textbuch und Einführung erschienen 2005 in der Reihe Reclams Universal-Bibliothek. Der Band enthält den Operntext im originalen Französisch mit Heinzelmanns Übersetzung.
Er übersetzte von Jacques Offenbach Die Tochter des Tambourmajors, Ritter Eisenfraß (erste deutsche Inszenierung durch Heinzelmann in Münster), Mesdames de la Halle, Der Schuster und der Millionär, Ba-Ta-Clan, Pomme d’Api, Die elektro-magnetische Gesangsstunde. Pariser Leben erschien als Buch und wurde mehrmals inszeniert (Dortmund, Münster, Würzburg, Oldenburg, Thalia Theater, Osnabrück). Er gab Mélodies von Jacques Offenbach heraus, schrieb die von Hanns Dieter Hüsch gesprochene Conférence des Offenbach-Konzerts zur Eröffnung der Kölner Philharmonie und das Drehbuch zu Offenbach in der Oberwelt (mit Ferry Ahrlé).
1996 kam seine neue Übersetzung von Offenbachs Blaubart an der Stuttgarter Oper zur Erstaufführung. Er schrieb die Untertitel für die ZDF-Übertragung der Zürcher Produktion der Belle Hélène mit einer neuen Übersetzung, die 2001 in Koblenz auch auf die Bühne kam. Die von ihm mitbetreuten kritischen Ausgaben von Signor Fagotto und Paimpol et Périnette wurden im Hörfunk produziert. 2003 hatte seine neue Übersetzung von Daphnis & Chloé in Passau Premiere, 2004 die der Beiden Blinden in Frankfurt, 2006 die der Großherzogin von Gerolstein in Erfurt.
Josef Heinzelmann arbeitete über Offenbach auch wissenschaftlich, u. a. durch seine Beiträge zu dem Sammelband über Hoffmanns Erzählungen und zu Pipers Enzyklopädie des Musiktheaters. 2003 erschien ein Beitrag über Entstehungs- und Quellengeschichte der Oper; er schrieb die Offenbach-Artikel in der Neuen deutschen Biographie und der Deutschen biographischen Enzyklopädie.
Weitere Schwerpunkte seiner Arbeiten für das Musiktheater waren Antonio Salieri und Kurt Weill. Er besorgte mit Friedrich Wanek 1972 die Herausgabe der Salieri-Oper Prima la musica, poi le parole (etwa 100 Inszenierungen in aller Welt, die deutsche Erstaufführung inszenierte er 1975 in Trier) und 1993 Salieris Revolutionsoper Catilina (1994 Uraufführung am Staatstheater Darmstadt). Er übersetzte Salieris Falstaff und Paisiellos Re Teodoro in Venezia auf ein Libretto von Giambattista Casti. Auch über Salieri hat Josef Heinzelmann wissenschaftliche Beiträge veröffentlicht, vor allem in Pipers Enzyklopädie. Über Salieri und Casti handelt ein Beitrag in dem Katalog zur Ausstellung „Salieri sulle tracce di Mozart“ in Mailand zur Wiedereröffnung an der Scala.
Von Kurt Weill sollte er 1970 in Dortmund die Uraufführung des Kuhhandels inszenieren, doch der Librettist zog sein pazifistisches Werk zurück. 1972 führte er beim Holland-Festival Regie in einer von ihm selbst eingerichteten semi-konzertanten Fassung von Georg Kaisers und Kurt Weills Silbersee. Auch über Weill schrieb er in Pipers Enzyklopädie und der Festschrift Fritz Hennenberg 1997. Ein Beitrag über die ersten drei Bühnenwerke Weills in der Emigration ist als Niederschrift seines Vortrags beim Salzburger Symposion im entsprechenden Sammelband erschienen.
Aus seiner Teilnahme an einem Übersetzer-Symposion der Bundesakademie für kulturelle Bildung in Wolfenbüttel entstand sein Beitrag Ein Übersetzer als Philologe für den zweiten Sammelband Halbe Sachen.
Heinzelmann verfasste kunsthistorische Arbeiten über die Mainzer Künstler des 16. Jahrhunderts und die Stuckateur- und Maler-Familie Appiani, über das „Gothaer Liebespaar“ und über die Landgrafen-Denkmäler in St. Goar. Er schuf mit „Präludien ohne Folgen: Der Mittelrhein als musikalische Bühne preußischer Präsenz (Spontini, Meyerbeer, Onslow)“ eine thematische Verbindung seiner Interessen.
Der regionalhistorische Beitrag Der Weg nach Trigorium behandelt Straßen und Orte im Übergang von Spätantike zu Frühmittelalter zwischen Mittelrhein und Untermosel. Thematisch knüpft daran an Die Straßen, die nach und zu Mogontiacum führten. Die Mainzer Geschichte in der Zeit um die Jahrtausendwende behandeln Spuren der Frühgeschichte von St. Stephan in Mainz. Ein Beitrag zu einer noch nicht geführten Diskussion und Mainz zwischen Rom und Aachen. Erzbischof Willigis und der Bau des Mainzer Doms. Er arbeitete an einem Beitrag über die Familiengeschichte des Adelsgeschlechtes derer von Milwalt, welchen er jedoch bis zu seinem Tode nicht fertigstellen konnte.
Er veröffentlichte Hildegard von Bingen und ihre Verwandtschaft mit vielen Korrekturen an ihrer Biographie, Spanheimer-Späne und weitere genealogischer Arbeiten wie über die Ahnen von Carl Zuckmayer im Genealogischen Jahrbuch. Er hatte engen Kontakt zu Zuckmayer, zu Anna Seghers (und Einfluss darauf, dass sie Mainzer Ehrenbürgerin wurde) sowie zu Ludwig Berger und Rudolf Frank, die er durch journalistische und wissenschaftliche Arbeiten zu ehren suchte.
Er selbst hielt seine rein literarischen Arbeiten für weniger belangvoll.

## Schriften
- Anja Silja. Rembrandt, Berlin 1965.
- (Mithrsg. und Übersetzer): Giambattista Casti, Antonio Salieri: Prima la Musica, Poi le Parole. Klavierauszug. Schott, o. J. (1972).
- Alexandre Dumas: Geschichte eines Nussknackers. Mit Illustrationen von Bertall. Herausgegeben und bearbeitet von Josef Heinzelmann. Insel, Frankfurt am Main 1978.
- (Hrsg.): Igor Markevitch. (Musik der Zeit. Dokumentationen und Studien. Band 1.) Boosey und Hawkes, Bonn 1982, ISBN 3-87090-201-9.
- Jacques Offenbach, Pariser Leben. Stück in fünf Akten von Henri Meilhac und Ludovic Halévy. Übersetzt und Herausgegeben von Josef Heinzelmann. Mit Illustrationen von Draner, Hadol und Bertall. Insel, Frankfurt am Main 1982.
- (Mitherausgeber): Henri Meilhac et Ludovic Halévy: Carmen. Komische Oper in vier Akten. Musik von Georges Bizet. Kritische Ausgabe. Klavierauszug. Schott, 2000.
- Studienpartitur. Edition Eulenburg no. 8062, 2003.
- Ludger Fischer, Josef Heinzelmann, Edmund Lahnert et at. (Hrsg.): Heimat Oberwesel. Ein Stadtführer. (Schriftenreihe der Loreley-Galerie. Band 8.) 1992.
- Jacques Offenbach: Hoffmanns Erzählungen. Übersetzt und herausgegeben von Josef Heinzelmann. Mit Nachwort. Reclams Universal-Bibliothek Nr. 18329, Reclam, 2005.